# Stefano Bonaccini
Stefano Bonaccini (ur. 1 stycznia 1967 w Modenie) – włoski polityk, działacz partyjny i samorządowiec, w latach 2014–2024 prezydent Emilii-Romanii, poseł do Parlamentu Europejskiego X kadencji.

## Życiorys
Został aktywistą partyjnym i samorządowym. W 1990 objął stanowisko asesora w zarządzie miasta Campogalliano, gdzie odpowiadał m.in. za sprawy młodzież i sportu. W pierwszej połowie lat 90. pełnił funkcję sekretarza prowincjonalnych struktur młodzieżówki postkomunistycznej Demokratycznej Partii Lewicy i sekretarza tej partii w Modenie. Później działał w powstałych na bazie tej formacji Demokratach Lewicy, z którymi w 2007 przystąpił do nowo powołanej Partii Demokratycznej. Od 1999 do 2006 pełnił funkcję asesora ds. robót publicznych i dziedzictwa historycznego we władzach Modeny. W 2007 został sekretarzem PD w prowincji Modena, a w 2009 stanął na czele jej struktur w regionie Emilia-Romania. W tym samym roku uzyskał mandat radnego miejskiego, a w 2010 został radnym regionu.
W 2014 wybrany na urząd prezydenta Emilii-Romanii. W 2020 z powodzeniem ubiegał się o reelekcję na kolejną kadencję. W 2023 bez powodzenia kandydował na sekretarza Partii Demokratycznej. Wygrał głosowanie wśród członków partii, jednak w zorganizowanych następnie prawyborach pokonała go Elly Schlein. Objął następnie organizacyjną funkcję przewodniczącego partii.
W 2024 uzyskał mandat posła do Europarlamentu X kadencji.